# معركة مانيلا (1899)
معركة مانيلا (بالفلبينية:Labanan sa Maynila ؛ بالإسبانية: Batalla de Manila)، أول وأكبر معركة في الحرب الفلبينية الأمريكية، جرت في يومي 4 و5 فبراير عام 1899، بين 19,000 جندي أمريكي و15,000 من رجال الميليشيات الفلبينية المسلحة. اندلع نزاع مسلح عندما أطلقت القوات الأمريكية، بناءً على أوامر تقتضي إبعاد المتمردين عن معسكرهم، النار على مجموعة معتدية من الفلبينيين. حاول الرئيس الفلبيني إميليو أغينالدو التوسط في وقف إطلاق النار، لكن الجنرال الأمريكي إلويل ستيفن أوتيس رفض ذلك وتصاعد القتال في اليوم التالي. انتهت المعركة بانتصار أمريكي، على الرغم من استمرار المناوشات الطفيفة لعدة أيام بعد ذلك.

## ترتيب القوات

### القوات الفلبينية
بعد أن سلم الإسبان مانيلا للقوات الأمريكية في عام 1898، طالب الجنرال أغينالدو باحتلال خط من الحصون الصغيرة على طول خط زابوت، والذي كان يحيط بالدفاعات الإسبانية. رفض الجنرال أوتيس ذلك في البداية، لكنه قال فيما بعد إنه لن يعترض ما لم يتلق أوامر من السلطة العليا. وقد قُدّر في ذلك الوقت أن هناك نحو 20,000 جندي فلبيني يحيطون بمانيلا، وكان توزيعهم وتكوينهم الدقيق معروفًا جزئيًا فقط. 

### القوات الأمريكية
بلغ عدد قوات الجيش الأمريكي نحو 800 ضابط و20,000 من المجندين. ومن بين هؤلاء، نُشر نحو 8000 في مانيلا و11,000 في خط دفاعي داخل خط زابوت. كانت القوات الأمريكية المتبقية في كاويته أو في وسائل النقل قبالة إيلويلو. 

## بداية المعركة
تتفق المصادر بشكل عام على أن الطلقات الأولى أطلقت من قبل الجندي ويليام والتر غرايسون، وهو رجل إنجليزي هاجر إلى أمريكا بنحو عام 1890، وجُنّد متطوعًا في لينكولن بنبراسكا في مايو 1898، بعد شهر من اندلاع الحرب الإسبانية الأمريكية، ونُقل مع وحدته إلى الفلبين في يونيو 1898. عسكرت وحدة غرايسون، وهي وحدة المشاة المتطوعين الأولى في نبراسكا، تحت قيادة العقيد جون إم. ستوتسينبرغ، في سانتا ميسا بمانيلا منذ 5 ديسمبر 1898. خلال وقت معسكرهم، كانت هناك حوادث على وحول جسر سان خوان، إلى الشرق مباشرةً من منطقة معسكرهم. 

## ردات فعل أغينالدو وأوتيس
كان أغينالدو بعيدًا في مالولوس عندما بدأ الصراع في الرابع من فبراير. في تلك الليلة ذاتها، راسله قائد فلبيني في مالولوس، مشيرًا إلى أن الأمريكيين قد بدؤوا الأعمال العدائية. أراد أغينالدو تجنب الصراع المفتوح مع الأمريكيين مع الحفاظ على منصبه القيادي مع أتباعه القوميين. في اليوم التالي (5 فبراير) أرسل أغينالدو مبعوثًا إلى الجنرال أوتيس للتوسط، قائلًا «إن إطلاق النار علينا في الليلة السابقة كان مخالفًا لطلبي».  
كان أوتيس، الذي كان واثقًا بعد ذلك أن الحملة العسكرية ضد أغينالدو ستكون سريعة، من قدامى المحاربين في الحروب الهندية الأمريكية وقام برد فعل مشابه كثيرًا لما فعل أمام معارضيه من شعب سو قبل عقود، قائلًا إن: «القتال قد بدأ، يجب أن يستمر حتى يصل نهايةً قاتمةً». 

## المعركة
بسبب الارتباك نتيجة الاندلاع المفاجئ للقتال، بقي الفلبينيين في خنادقهم وتبادلوا إطلاق النار مع الأمريكيين. هاجمت كتيبة فلبينية المدفعية الأمريكية الثالثة، وهزمت سرية من الجنود الأمريكيين، ونجحت في الاستيلاء على سلاحي مدفعية لفترة وجيزة. كانت القوات الفلبينية غير مستعدة ودون قيادة، إذ كان جنرالاتهم قد عادوا إلى عائلاتهم في عطلة نهاية الأسبوع. على النقيض من ذلك، كان الجنود الأمريكيون مستعدين وكل ما يحتاجوه كان متابعة التخطيط الذي أُعدّ مسبقًا فقط. في اليوم التالي، أمر العميد آرثر ماك آرثر بتقدم القوات الأمريكية. 
حين وصل الضباط الفلبينيون إلى الميدان، حاول العديد من القادة المؤثرين إيقاف القتال. أرسل أغينالدو مبعوثين للتفاوض على وقف إطلاق النار. لكن كلًا من أوتيس وماك آرثر اعتقدا أنه ينبغي للأزمة أن تبلغ ذروتها ورفضا التفاوض.